# Baillistre
Le mot baillistre, qui signifie « régent » ou « tuteur », est un terme français de droit coutumier et de droit féodal utilisé au Moyen Âge, notamment chez les commentateurs juridiques comme Philippe de Beaumanoir (1250-1296).

## Cas général
En droit féodal, le baillistre est celui qui a la garde et la tutelle d'enfants nobles durant leur minorité, ainsi que du fief détenu par leur père décédé.
Le baillistre d'un enfant noble doit être chevalier : il rend les services vassaliques pendant le temps où il tient le fief. Les revenus du fief servent à l'entretien du mineur.

## L'exemple de Pierre de Dreux en Bretagne
Un cas particulier est celui de Pierre de Dreux (1187-1250), prince capétien d'une branche cadette, petit-fils de Louis VI le Gros.
Pierre de Dreux, proche du roi Philippe Auguste, est fiancé en 1212 avec Alix de Thouars (1200-1221), fille de la duchesse Constance de Bretagne (morte en 1201) et de Guy de Thouars. Après la mort de ce dernier (avril 1213), Pierre reçoit le titre de baillistre de Bretagne au nom d'Alix, qu'il épouse en 1214, puis pendant la minorité de leur fils aîné, futur duc Jean Ier (1217-1286). Pierre de Dreux exerce les pouvoirs ducaux de 1213 à 1237 (noter qu'il est couramment appelé Pierre Ier de Bretagne, et qu'en 1450, il a un successeur appelé Pierre II de Bretagne).